# Dekanatsgebäude (Hofgeismar)

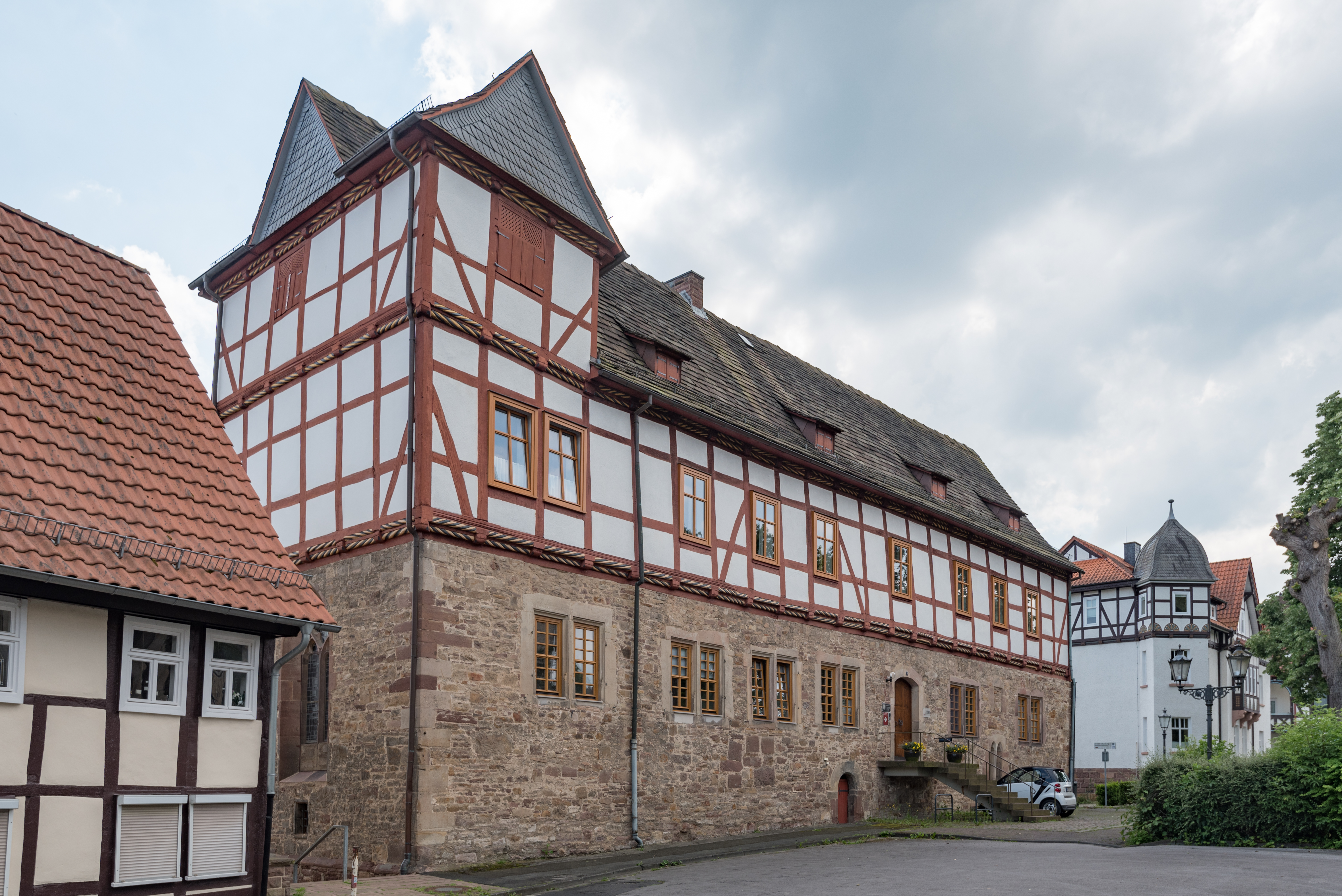
Dekanatsgebäude in Hofgeismar

Das Dekanatsgebäude in Hofgeismar, einer Stadt im Landkreis Kassel in Nordhessen, wurde in der zweiten Hälfte des 16. Jahrhunderts auf der Grundlage eines Vorgängerbaus errichtet. Das Gebäude am Altstädter Kirchplatz 5 ist ein geschütztes Kulturdenkmal.
Die ehemalige Martinskapelle der Propstei, die 1329 erstmals erwähnt wird, wurde beim Umbau des Gebäudes nach dem Kauf durch Burkard von Gramm im Jahr 1568 integriert. 
Der zweigeschossige, traufständige Bau mit Bruchsteinmauerwerk, Eckquaderung und Fachwerkobergeschoss hat ein hohes Erdgeschoss über einem Gewölbekeller. An der östlichen Schmalseite ist die Hauskapelle mit vorspringendem geradem Chorschluss und einem gotischen Maßwerkfenster zu sehen. 
Der rundbogige Kellerzugang hat abgefaste Kanten. An der Platzseite ist ein vermauertes frühgotisches Zwillingsfenster. Die rechteckigen Doppelfenster mit profilierten Gewänden wurden im 16. Jahrhundert eingebrochen.
Das regelmäßige Fachwerk des Obergeschosses mit Streben an Bund- und Eckpfosten hat an der östlichen Ecke einen Zwerchhausaufbau mit Ladeluke. Der vorkragende Rähmbereich mit profilierten Füllhölzern und Schwellbalken ist mit Taubandornamentik, z. B. Schiffchenfries, geschmückt.
Das Satteldach mit kleinen Schleppgauben ist mit Sandsteinplatten gedeckt. Die freitragende Treppe zum Eingang ist aus neuerer Zeit.